# Antonio Contiero
Antonio Contiero, noto anche come Toni Contiero (Arre, 23 agosto 1955), è uno scrittore, poeta e fotografo italiano.

## Biografia

### Infanzia, adolescenza, studi universitari
Nasce nel Veneto da genitori originari di un piccolo paese vicino a Padova, a due anni si trasferisce insieme a loro a Milano dove trascorre l'infanzia e l'adolescenza. Da bambino e da adolescente si reca per lunghi periodi in campagna presso la nonna materna nel paese natio. Questo ambiente tranquillo e per lui epico, influenzerà la sua tendenza all'isolamento ed alla solitudine, vissuta come occasione di preziosa introspezione. Legge moltissimo durante l'adolescenza in particolare letteratura francese, tedesca e italiana. Sin da bambino ama il cinema e fugge spesso durante i pomeriggi per rifugiarsi in qualche cinematografo non lontano da casa, Via Plinio al n. 8, a pochi passi dall'abitazione di uno scrittore già famoso, Giorgio Scerbanenco che non conoscerà mai di persona. Nella medesima Via quando ormai lui se ne sarà andato, abita lo scrittore Paolo Lagazzi di cui è amico. Nel 1976 in seguito al suo matrimonio, lascia la Lombardia per l'Emilia insediandosi a Reggio nell'Emilia.
Si iscrive alla facoltà di Lettere all'università Alma Mater di Bologna, al corso del DAMS Discipline dell'Arte Musica e Spettacolo scegliendo l'indirizzo Teatrale. Segue i corsi di Luigi Squarzina per il teatro tradizionale e di Picchi per quello Sperimentale ed i corsi di Estetica di Renato Barilli, senza però mai laurearsi.

### Fotografia
Inizia il suo lavoro di fotografo con la rivista alternativa Frigidaire nell'83 e nel 1984 pubblica i fumetti Caccia ai sette errori in un film visto due volte di seguito su testo poetico di Corrado Costa e Soft Streams su testo originale di Carmen Covito. Soft Streams ha per protagonista Jo Squillo, ed è una sorta di fotoromanzo realizzato utilizzando la tecnica della manipolazione della Polaroid sx70 tipica della scuola americana iniziata da Lucas Samaras. Viene incoraggiato a fotografare da Vasco Ascolini che trovando alcune similitudini con il suo lavoro, lo presenta a Luigi Ghirri. Questi lo stimola alla sperimentazione pura, e scriverà in seguito la presentazione alla Mostra "A ciascuno il suo" presso la "Sala Giardino" dei Civici Musei di Reggio Emilia nel 1989. La Mostra era costituita dall'elaborazione in copy-art di una serie di fotografie realizzate in medio formato (Pentax 6x7) stampate in modo tradizionale e fotocopiate con una Xerox a colori di piccolo formato (A4) appositamente modificata per impedire il fissaggio delle polveri. Le fotocopie una volta trattate e fissate tramite particolari procedimenti, erano rimontate nel loro formato originale naturale utilizzando una tecnica simile al collage, e rifinite con interventi finali mediante acquerelli, colori acrilici, pastelli e l'utilizzo dell'aerografo.
Autodidatta si forma sperimentando varie tecniche e utilizzando in particolare il bianco e nero e la pellicola a colori VPL, così come la Polaroid SX70 che gli consente di lavorare sulla fotografia immediata. Nei primi anni ottanta lavora assiduamente frequentando la camera oscura seguendo la stampa dei propri lavori. Conosce così lo stampatore Arrigo Ghi di Modena, con il quale instaura un lungo sodalizio professionale e di amicizia. Presso di lui hanno stampato alcuni dei più importanti fotografi italiani, come Luigi Ghirri, Franco Fontana, Olivo Barbieri, Giovanni Chiaromonte, Vincenzo Castella.
Nell'ottobre 1984 inaugura la sua prima Mostra "Equilibrismi" costituita dagli ingrandimenti di Polaroid SX70 realizzate per la rivista alternativa Frigidaire e da un reportage sul gruppo punk rock CCCP Fedeli alla linea con numerosi ritratti (in bianco e nero dipinto all'aerografo dalle tonalità violente) di Giovanni Lindo Ferretti e della casa studio di Fellegara nella quale allora viveva. Per questo motivo il gruppo partecipò alla Mostra incidendo appositamente una versione in studio (piuttosto dilatata 7'56") di Trafitto e di altri tre brani strumentali inediti. L'incisione fu eseguita presso lo Studio Tocci di Reggio Emilia, che l'Assessorato ai Giovani guidato da Giordano Gasparini, aveva allestito per incentivare i gruppi locali alla produzione musicale. La registrazione, il missaggio, l'editing finale e la produzione furono curati dal bassista del gruppo: Umberto Negri. Alla mostra venne inoltre presentato Bizarre  un video sperimentale per la regia di Alessandro Furlan e la collaborazione di Toni Contiero - (da un brano strumentale tratto dall'album omonimo); che ha per protagonista Jo Squillo ed è basato sull'elaborazione video ed elettronica delle immagini scattate da Contiero per realizzare il fumetto "Soft Streams".
Nello stesso mese viene invitato a partecipare a "Tendencias" Prologo alla prima Biennale della produzione culturale giovanile dei paesi europei dell'area mediterranea che si svolge a Barcellona dal 25 al 28 ottobre ed alla quale parteciparono tra gli altri, per l'Italia, artisti come i Litfiba, Andrea Pazienza, I Giovanotti Mondani Meccanici.
Tornato da Barcellona disegna il manifesto per il Convegno europeo sull'informazione di tendenza “Creatività e Confusione” un importante appuntamento organizzato dall'Assessorato alla Gioventù e ARCI Kids Nazionale che si terrà a Reggio Emilia dal 21 al 24 novembre e vedrà la partecipazione di giovani artisti e di riviste giovanili di tutta Europa, tra i quali: CCCP Fedeli alla Linea, Jo Squillo, Red Ronnie, Pupi Avati, The Face, El Vibora, Wiener, Frigidaire.
Nel 1983/1984 è fotografo ufficiale della compagnia Aterballetto presso i teatri di Reggio Emilia, a novembre viene pubblicato un suo portfolio di manipolazioni di Polaroid SX70 sulla rivista "Il Fotografo" con testo critico di Pier Paolo Preti.
Nell'1985/1986 lavora con Spagna e con Jo Squillo per la quale realizzerà alcune copertine di dischi, come Easy Lady, Call Me e del primo LP solista Dedicated to the Moon e la cover del 45 giri I Love Muchacha/Bizarre e pubblica un fumetto, "Rooms Lovers" sul mensile spagnolo Europa Viva.
Nel medesimo periodo realizza il video sperimentale Le dernier Etrusco su musica di Klaus Nomi che verrà presentato insieme ad alcune Polaroid alla Mostra collettiva L'Etrusco Immaginario nei sotterranei dello Spedale degli innocenti a Firenze. Mostra organizzata dalla Polaroid Italia ed inaugurata in aprile dall'allora Presidente della Repubblica Sandro Pertini. Il catalogo fu curato e pubblicato dalla Casa Editrice Electa.
In luglio viene invitato a partecipare alla rassegna di cinque Mostre curate da Roberta Valtorta con il titolo "Immagini tra Invenzione e Produzione", moda, design, finzione nella fotografia italiana contemporanea che prevedeva la partecipazione dei seguenti artisti: Toni Contiero, Fabrizio Ferri, Silvia Lelli, Roberto Masotti, Occhiomagico, Studio Azzurro, Guido Harari, Giovanni Gastel, Roberto Freno. Il ciclo sotto il Patrocinio e l'organizzazione dell'Assessorato alla Cultura del Comune di Rimini, si svolse presso la Galleria dell'Immagine, Palazzo Gambalunga.
Nel novembre del 1985 disegna il manifesto (Polaroid SX70 modificata) per la riduzione teatrale di "Altri Libertini" di Pier Vittorio Tondelli, per la regia di Gianfranco Zanetti e le scenografie di Igort. Di Pier Vittorio, cui lo legava un'amicizia nata nella comune frequentazione della Libreria del Teatro di Nino Nasi, aveva eseguito l'estemporaneo ritratto che lo ritraeva davanti alla libreria dopo l'assoluzione dal processo per oscenità del suo primo libro "Altri Libertini". Con Tondelli aveva illustrato su suoi testi inediti due fumetti che avrebbero dovuto essere pubblicati su Frigidaire, opera purtroppo incompiuta della quale restano le didascalie e frammenti legati alle immagini.
Nel dicembre 1985 realizza la copertina per il primo numero del Trimestrale di Subletteratura "Vomito" diretto da Vincenzo Sparagna, edito dalla Primo Carnera, editore anche della rivista Frigidaire, all'interno viene pubblicato anche il suo primo racconto. Del trimestrale usciranno soltanto quattro numeri, sino al marzo 1987, si concluderà così un interessante tentativo di far emergere quella letteratura underground destinata inesorabilmente ad andare perduta.
Nel dicembre del 1986 è invitato a partecipare al Festival di Musica Antica e Contemporanea presso il Teatro Due di Parma con il video "Le Dernier Etrusco", "Bizarre" e con il video di Silvio Cadelo "Voglia di Cane" al quale ha collaborato.
Nel 1988 viene selezionato per partecipare alla Cinquième Triennale International de la Photographie presso il Museè D'Art et Histoire di Fribourg (CH).
Partecipa dal 6 ottobre al 20 novembre del 1989 alla III Biennale Internazionale di Fotografia di Torino, a cura di Daniela Palazzoli.

### Abbandono della Fotografia, primi inizi letterari
All'inizio degli anni novanta in seguito ad una crisi personale decide di abbandonare la fotografia professionale e la ricerca artistica. In quegli anni si occupa principalmente di esoterismo approfondendo lo studio dell'opera di René Guénon, Ananda Coomaraswamy, Georges Ivanovič Gurdjieff, Pëtr Dem'janovič Uspenskij aderendo alla Scuola di studi cabalistici La Sapienza della Verità, fondata da Nadav Eliahu Mevasser Tov, nella quale lavorerà attivamente con diverse mansioni per alcuni anni. Il suo interesse per la Kabbalah lo porta a conoscere il movimento Chabad Lubavitch, incontrando e corrispondendo con vari esponenti tra i quali Rav Shlomo Carlebach e Rav Yitzchak Ginsburgh a Gerusalemme, Rav Shlomo Bekhor a Milano, Rav Rami Banin a Venezia. Nasce così l'idea di realizzare un manoscritto di grandi dimensioni del Sefer Yetzirah, Libro della Formazione.

### Sepher Yetzirah - Manoscritto
L'opera richiede circa 8 anni di lavoro e coinvolge diversi artisti ed artigiani. Per la carta e la progettazione dei fogli in carta a mano di grande formato e spessore Stefano Pederini (già collaboratore di Rosanna Chiessi (Pari&Dispari) e Corrado Costa), i pittori Massimo Pedrazzi, Daniel Maillet, Alessandra Binini, per le illustrazioni, Brunella Carretti per la scrittura del testo in ebraico, l'artigiano Parmegiani per la scatola in legno, intagli e l'ebanisteria. Il lavoro è stato quello di realizzare un manoscritto in grandi dimensioni (60 cm. x 40 cm. circa), interamente in carta a mano approntata appositamente utilizzando la tecnica del pescaggio a telaio e la successiva lavorazione su banco ad aspirazione, contenente il testo integrale in ebraico del Sepher Yetzirah (che è poi molto modesto occupando una decina di pagine formato A4). I fogli sono 26 (come il Valore Numerico del Tetragrammaton il più importante Nome di D-o quello che non può essere pronunziato), e sono tutti diversi tra loro. Nella carta sono inseriti materiali di altra natura, come terre, metalli, stoffe, legno, semi, raffia, pietre ed altro; tutti materiali naturali non provenienti da sintesi. Le decorazioni sono dipinte a mano talvolta su foglia d'oro o d'argento, con tecniche varie, tempere, olio, acquerelli, matite, pastelli. Il manoscritto insieme ad altri materiali è stato donato alla Biblioteca Panizzi di Reggio Emilia nel 2012 e sarà presto visibile on line.
Dal 1992 al 1994 lavora attivamente presso il CEIS diretto da Don Dossetti come direttore delle attività culturali del Centro Diurno del Ghiardo a Reggio nell'Emilia, partecipando a numerosi corsi di formazione specifica per operare in ambienti terapeutici. In quel periodo utilizzando uno dei laboratori di tipografia realizza il suo primo libro componendolo personalmente a mano, utilizzando caratteri mobili in piombo.

### L'Estremità del Nulla
Il volume s'intitola l'Estremità del Nulla e raccoglie citazioni dei testi di vari autori Kabbalistici di ogni tempo, dall'Arizal (Isaac ben Solomon Luria) al Ba'al Shem Tov, a Shlomo Carlebach (rabbi) al Rebbe Menachem Mendel Schneerson.
Dal 26 febbraio al 26 marzo 1995 partecipa alla mostra "Fotocopie" presso il Museo Ken Damy della fotografia di Brescia insieme ad artisti come, tra gli altri, Bruno Munari, Stefano Tamburini, Francesco Messina. La Mostra era curata da Carlo Branzaglia autore anche dell'omonimo libro "Fotocopie" edito dalla Azzurra Editrice con interventi critici del Prof. Renato Barilli e di Giovanni Baule.

### Scrittura: Poesia e Letteratura, Editoria
Già negli anni ottanta, frequentando Pier Vittorio Tondelli e Corrado Costa aveva tentato di pubblicare un romanzo, in seguito alle sue insistenze e grazie alla loro amicizia era riuscito a farlo leggere ad Aldo Tagliaferri a quei tempi direttore ditoriale della Feltrinelli che lo aveva con modi cortesi dissuaso dal proseguire, almeno per il momento, la carriera di romanziere. Il suo primo lavoro poetico dal titolo "Eroici Veleni" aveva invece incontrato il parere favorevole del poeta Luciano Serra che lo aveva incoraggiato ad approfondire la vena poetica. Due episodi avvenuti in quel periodo furono determinati nelle sue scelte, il primo riguarda il suo primo romanzo che il piccolo editore la Ciminiera, al tempo in auge per aver scoperto nuovi talenti, era disposto a pubblicare ma dietro il pagamento di una forte cifra di denaro, cosa per l'autore offensiva ed inconcepibile, il secondo il fallimento della casa editrice Guanda che era interessata alla pubblicazione del suo lavoro Eroici Veleni. Confuso, deluso e convinto di essere immaturo come scrittore, decise di accantonare la scrittura dedicandosi completamente alla fotografia e alla grafica.
Verso il 1995, abbandonata definitivamente la fotografia, riprende a scrivere con maggiore convinzione e maturità poesie e racconti, incoraggiato dall'incontro con quello che egli considererà il suo Maestro per i successivi vent'anni, il Filosofo Manlio Sgalambro. L'incontro propiziato da Franco Battiato avviene nella sua casa di Milano nel 1995, la forte impressione ricavata da quel primo approccio influenzerà tutte le scelte successive di Contiero, il loro rapporto di amicizia e di collaborazione proseguirà sino alla morte del Filosofo.
A maggio pubblica il suo primo libro Fuggiasco, illustrato da alcuni dipinti del pittore Wainer Vaccari e nel dicembre dello stesso anno sempre per i tipi della Libreria al Teatro di Nino Nasi (Reggio Emilia), pubblica Parabole, illustrato da alcuni dipinti di Massimo Pedrazzi.

### Credere nelle Uova
Fuggiasco è un racconto tratto da un libro molto particolare che deve il suo titolo ad un dipinto di Wainer Vaccari: Credere nelle Uova. Il libro trae la propria ispirazione dal mistero della pittura e da quelli contenuti nel Sepher Yetzirah che in quel periodo è oggetto di intenso studio. Decide così di narrare quanto è descritto e accade in alcuni dipinti del pittore modenese Wainer Vaccari di cui frequenta lo studio da alcuni anni. Affascinato dalle visioni metafisiche ed oniriche che costituiscono la materia dei suoi quadri e dalla forte personalità dell'artista, cerca di trasferire sulla carta tutte queste impressioni condensandole in racconti che guidano il lettore nell'intricata ragnatela della narrazione. Ogni dipinto viene associato ad alcune parole chiave in ebraico a loro volta trasformate in numeri, seguendo lo schema cabalistico delle ghematrie e della permutazione delle lettere. Semplificando ad ogni parola corrisponde una cifra ricavata dal valore numerico delle lettere dell'alfabeto ebraico, che come ogni lingua sacra ha una corrispondenza numerica. Queste parole corrispondono ai personaggi o agli oggetti contenuti nel dipinto.
Il libro illustrato è inedito, ed è stato pubblicato dall'autore a proprie spese in un numero limitato di copie riservate agli amici più intimi. (Era stato presentato per la pubblicazione soltanto a Bompiani e Adelphi e rifiutato da entrambi).

### Parabole
A dicembre, sempre del 1995, pubblica un nuovo libretto sempre per i tipi della Libreria al Teatro di Nino Nasi (Reggio Emilia), pubblica Parabole, illustrato da alcuni dipinti di Massimo Pedrazzi. Il libro contiene alcuni testi da una raccolta ancora inedita, scritti sotto forma di parabole morali. Alcuni dipinti del pittore Massimo Pedrazzi sono stati realizzati ispirandosi ai racconti.

### Pan Padano
Lavora per alcuni anni ad una raccolta di racconti dal titolo Pan Padano, ispirato alle conversazioni con il pittore Wainer Vaccari di Modena emerge un mondo onirico abitato da figure bizzarre frutto dei sogni di una provincia misteriosa. Nel 2002 è tra i sei finalisti del Premio Loria, il racconto Pan Padano viene pubblicato con una presentazione di Giuseppe Pederiali nella raccolta Il Sottosuolo e Altri Racconti curata dall'editore Diabasis.

### Dolore e Poesia
Nel 2003 cura la pubblicazione di "Dolore e Poesia" che comprende il saggio "Il Dolore Occidentale" del Filosofo Manlio Sgalambro ed il racconto L'ultima notte del Collodi di Contiero. La tiratura limitata a 32 es. numerati e firmati dagli autori, su carta a mano appositamente allestita. Il libro nasce dall'esperienza della pubblicazione di "Ideale" una rivista sperimentale pubblicata per qualche numero dall'editore Andrea Jarach di Milano sulla quale confluirono alcuni testi di Contiero e di Manlio Sgalambro.

### Galleria Buenos Aires
Nel luglio del 2006 pubblica il suo primo romanzo, "Galleria Buenos Aires" con una nota di Manlio Sgalambro e la copertina di Wainer Vaccari, si tratta di un romanzo di formazione che nelle intenzioni dell'autore sarebbe il primo volume di una trilogia dedicata all'infanzia, adolescenza e maturità di un gruppo di amici, sullo sfondo la città di Milano. Nella storia l'autore pone l'accento sulla totale inconsistenza di un modello educativo basato su convenzioni prive di qualsiasi riscontro concreto in una realtà di finzioni e di menzogne. Il libro viene pubblicato dall'editore Aliberti- ed è stato recensito da Paolo Lagazzi e da Vincenzo Sparagna

### Le Martyre des Fleurs
nel 2007 pubblica il suo primo libro di poesia Le Martyre des Fleurs con musiche di Andrea Chimenti e con un testo critico di Paolo Lagazzi, (scrittore e critico (tra gli altri) di Attilio Bertolucci, Pietro Citati, Kikuo Takano per i quali ha curato i Meridiani per Mondadori). Al libro era allegato un vinile in lathe cut, picture disc contenente un brano musicale di Andrea Chimenti e David Sylvian, I'd waited for you, in tiratura limitata a 10 es. num.

### W.C. - George Bataille - Antonio Contiero
Produce insieme alla pianista romana Alessandra Celletti ed alla etichetta indipendente Bubutz Records, un album musicale dedicato al racconto W.C. di Georges Bataille. Il disco consta di dodici tracce inedite che la Celletti ha elaborato insieme al poeta e compositore tedesco Jaan Patterson, da sempre vicino al movimento surrealista, sulla base delle suggestioni ricavate dalla lettura del nuovo racconto. Il testo è nato dall'integrazione di parti inedite con alcuni frammenti del racconto ritrovati e pubblicati negli anni ottanta in forma anonima soltanto dopo la morte di Bataille. Il racconto originale fu infatti distrutto nel 1926 dallo stesso Bataille che però ne parla a lungo nella sua prefazione a Storia dell'Occhio di poco successiva, un solo frammento del lavoro originale fu salvato e riutilizzato da Bataille come introduzione a L'Azzurro del Cielo. Il testo anonimo è stato utilizzato come traccia da Antonio Contiero che ha integrato le parti mancanti, in seguito su suggerimento del filosofo Manlio Sgalambro, è stata scritta ex novo una prima parte del racconto. Il tutto, insieme ad un commento critico di Plinio Perilli ed una nota di Manlio Sgalambro è stato pubblicato, insieme ad un cd contenente le musiche di Alessandra Celletti e Jaan Patterson, dalla casa editrice Transeuropa di Massa nel settembre del 2011.
Il lavoro di Alessandra Celletti e Jaan Patterson è stato anche pubblicato in vinile, lathe cut (taglio al tornio), sia in sei dischi 7" che in una versione su due dischi a 10" in tiratura limitata dalla Bubutz Records.
Il lavoro è stato presentato a Reggio Emilia nell'ottobre del 2011 con una lettura dal vivo di alcuni brani del libro e una performance al pianoforte di Alessandra Celletti.

### La Pietra Infinita
Alla metà degli anni novanta prende contatto con Franco Battiato che lo presenta al filosofo Manlio Sgalambro, con il quale decide di pubblicare un primo libro di Poesie per la neonata casa editrice La Pietra Infinita fondata insieme a Stefano Bertini, al quale in seguito subentreranno Sandra Bocchi e Brunella Carretti. La casa editrice è specializzata in edizioni a tiratura limitata che privilegiano il recupero delle antiche tecniche di stampa con caratteri mobili di piombo ed in legno. L'intento è quello di creare Libri d'Artista.
Si studiano anche le carte che vengono realizzate artigianalmente appositamente per ogni edizione. Sviluppa così il suo interesse per la tipografia e la sperimentazione ad essa legata, grazie all'amicizia con il raffinato bibliofilo Emanuele Ferrari che lo introduce alla dimora Museo, Officina, Laboratorio sita in Alpignano, dove ha sede la tipografia e la casa editrice fondata da Alberto Tallone, l'Hotel De Sagonne, diretta dal figlio Enrico Tallone. L'amicizia con Enrico, che lo incoraggia a realizzare le sue prime opere, gli permette di essere introdotto alla Fondazione Tipoteca, Museo del Carattere Italiano, importante raccolta di macchine tipografiche e di caratteri, fondata dai fratelli Antiga. Piuttosto unica nel suo genere per la vastità della collezione di antichi torchi e macchine da stampa e di migliaia di caratteri in piombo e legno, presso la quale stamperà quasi tutte le sue realizzazioni. La collezione della Tipoteca comprende anche punzoni originali, come quelli dei Fratelli Amoretti di Parma, collaboratori di Giambattista Bodoni, ed una vasta biblioteca con testi originali anche molto rari a partire dal settecento dei quali fanno parte capolavori come il Manuale Tipografico di Bodoni del 1818.

### Poesie Manlio Sgalambro
La raccolta di Manlio Sgalambro intitolata Poesie, fu presentata nel settembre del 1999 presso il teatro Tenda della Festa dell'Unità di Reggio Emilia davanti ad un pubblico di un migliaio di persone, con la partecipazione di Franco Battiato, Manlio Sgalambro, Andrea Pezzi in ruolo di moderatore e di Antonio Contiero e Stefano Bertini in qualità di organizzatori.
La tiratura era limitata a 72 esemplari numerati su carte realizzate da Stefano Bertini Poesie- del filosofo Manlio Sgalambro.

### Segrete
Insieme a Davide Benati, pittore di Modena si discute della Porta a livello simbolico, è il periodo in cui lui lavora su una serie di quadri dal titolo Segreta che raffigurano una porta tibetana scolpita nella pietra, decidono così di realizzare un libro d'artista contenente due acquerelli originali con varianti sul medesimo tema e due testi di Manlio Sgalambro, "Modesta riflessione sulla porta" e "Stage Door" musicato da Franco Battiato come demo nel 1998. Il libro viene pubblicato nel 2000 in soli trenta esemplari numerati e firmati dagli autori.

### Peeling Oranges into flowers
Con Pantaleimon Andria Degens pubblica un volumetto su carta a mano con caratteri mobili, a 2 colori, in allegato un cd pubblicato dall'etichetta Durtro Records. Il libro è stampato presso il Museo del Carattere Italiano Tipoteca a Cornuda (TV) grazie all'aiuto del Direttore Sandro Berra e del fondatore Silvio Antiga. La stampa è limitata a 105 es. suddivisi in 3 tirature, 5 su carta verde, 30 su carta giallo oro e 70 su carta bordeaux, la carta delle copertine conteneva frammenti di stoffa nell'impasto. Il libro contiene poesie e testi delle canzoni scritti da Andria Degens.

### Birth Canal Blues
Current 93 - David Tibet/Anokh Peh un libretto per l'etichetta indipendente Durtro, contenente i testi di Birth canal Blues ed un cd con la versione live. Tiratura limitata a 210 esemplari numerati, suddivisi in 2 tirature principali, 100 es. su carta a mano rossa e 100 es. su carta a mano bianca, più 10 es. su carte speciali contenenti disegni originali e dediche personalizzate di David Tibet per alcuni dei collaboratori e 30 es. su carte colorate fuori commercio e fuori tiratura per gli amici. Il Libretto, contenente un cd, è stato stampato con caratteri mobili sempre presso il Museo del Carattere Italiano Tipoteca a Cornuda (TV).

### L'Impiegato di Filosofia
Cura la pubblicazione del saggio inedito del filosofo Manlio Sgalambro: L'Impiegato di Filosofia, in tiratura limitata a 100 es. numerati, su carta a mano Amatruda di Amalfi.
L'opera è stata stampata presso la Fondazione Tipoteca, Museo del Carattere Italiano nel settembre 2010, i caratteri in monotype sono stati fusi presso la Fonderia di Rodolfo Campi a Rozzano, (Milano).

### Manifesti Musicali
La Pietra Infinita ha privilegiato la produzione di manifesti musicali, opere contenenti il testo di una canzone stampato su carte a mano in grande formato accompagnate da illustrazioni, utilizzando sempre i caratteri mobili ed in legno; tutte le realizzazioni sono state seguite presso la fondazione Tipoteca, Museo del Carattere Italiano di Cornuda (TV).
Contiero ha curato tutte le edizioni coadiuvato graficamente da Sandro Berra, Gabriele Marzi e dai tipografi Ivano Da Barp e Daniele Facchin.
- La cura Tiratura limitata a 100 es. con un dipinto di Franco Battiato, caratteri mobili, su carta a mano appositamente allestita, ogni esemplare è differente dall'altro, firmati in originale dagli autori Franco Battiato e Manlio Sgalambro.
- Del Mondo (C.S.I. Consorzio Suonatori Indipendenti), tiratura limitata a 50 es. numerati e firmati in originale da Giovanni Lindo Ferretti autore del testo. caratteri mobili in monotype e in legno su carta a mano
- Annarella (CCCP Fedeli alla linea), tiratura limitata a 50 es. numerati e firmati da Giovanni Lindo Ferretti autore del testo.
- Anime Salve (Fabrizio De André e Ivano Fossati): utilizzando caratteri mobili in monotype e in legno su carta a mano, con un ritratto originale di De Andrè realizzato da Wainer Vaccari. In collaborazione con la Fondazione De Andrè e con Al-Kemi Lab.
- I Ragazzi dell'Olivo (Nomadi) tiratura limitata a 100 esemplari numerati e firmati da tutto il gruppo, caratteri mobili in monotype e in legno su carta a mano, con un dipinto di Augusto Daolio.
- Stabat Felix (David Tibet) tiratura 10 es. numerati.

### Fotografia anni duemila
Nel 2008 dopo una voluta interruzione di quasi vent'anni, ha ripreso la fotografia sperimentale su suggerimento del Prof. Quintavalle che lo presenterà al fotografo Riccardo Varini al quale lo lega una profonda amicizia e collaborazione. Nella sua Galleria "Torno Subito" Contiero esporrà numerosi lavori in diverse mostre tra i quali: Camera Rol, 163641. Sempre nel 2008 realizza un servizio fotografico con la modella cult Nanà Rapeblossom.

### Camera Rol
Lavoro dedicato ed ispirato a Roland Barthes, Camera Rol sono una serie di immagini famigliari di recupero trasformate in un libro d'artista in 6 copie su carta giapponese, dedica questo lavoro alla memoria del padre Angelo.

### Rewind
Rewind: è evidente che dato un t sufficientemente grande E arriva a zero o negativo e smette di muoversi è un lavoro sulla rielaborazione del paesaggio partendo da negativi ed immagini elettroniche mischiate insieme in un ideale parallelo che unisce tre luoghi: L'Etna, Venezia e Oslo. Il catalogo della mostra presenta un testo critico del Prof. Carlo Arturo Quintavalle  ed è stato realizzato come libro d'artista in soli 10 esemplari grazie all'aiuto di Maurizio Rinaldi.

### 163641
Rievoca la storia di Enemon Kawaguki, unico uomo a subire l'esplosione di due atomiche, quella di Hiroshima e quella di Nagasaki, utilizzando come pretesto numerosi negativi giapponesi originali dell'epoca, l'autore ricostruisce una sorta di album di famiglia che asseconda la sorte del proprietario subendo mutazioni e distruzioni radioattive delle tranquille immagini del Giappone tradizionale tanto caro ad Ozu, prima dell'inquinamento provocato dai deleteri effetti della dominazione culturale americana. La mostra è stata curata da Silvia Grandi (Ricercatore Confermato al Dipartimento Arti dell'Alma Mater Studiorum Università di Bologna) che ha redatto il testo critico.

### Per Farla Finita con il Giudizio di Dio
Insieme a Patrizia Diacci progetta quattro immagini sullo stile di Polaroid SX70 in grande formato per illustrare l'analogo radiodramma di Antonin Artaud.

### Annarella Benemerita Soubrette CCCP Fedeli alla Linea – Senz'altro l'abito…
Partecipa alla mostra allo Spazio Gerra nell'ambito di Fotografia Europea 2014 con due ritratti di Giovanni Lindo Ferretti.
Sue opere tra le quali le stampe originali delle Mostre Equilibrismi (Centro Rosebud - 1984), A Ciascuno il suo (Civici Musei Sala Giardino - 1989) ed altre sono conservate presso il Csac - Centro studi e archivio della comunicazione di Parma. Sempre nel 2011 buona parte dei suoi lavori dal 1982 al 2011 in Polaroid originali è stato acquisito dal Westlicht Museum di Vienna. Alcune opere sono state acquisiste e fanno parte della collezione personale di Fabio Castelli, fondatore del MIA Fair di Milano.

### AL-KEMI LAB
Fonda nel 2009 insieme a Gianni Maroccolo e Toni Verona (Ala Bianca Group) una nuova casa editrice, Al-Kemi lab che si occupa di edizioni a tiratura limitata di opere d'arte legate alla musica, il teatro, la letteratura, la video arte, la poesia, la fotografia con l'intento di valorizzare le produzioni indipendenti.
Per Al-Kemi lab ha progettato e realizzato basandosi su di una propria immagine, un manifesto in policarbonato e serigrafia a 24 colori, sul testo di Cristiano Godano dei Marlene Kuntz: Le Putte.
Una serie di 32 "icone portatili" (termine coniato dalla docente del Dams di Bologna Silvia Grandi) contenenti citazioni di importanti autori di ogni epoca e delle più svariate discipline artistiche, letterarie, scientifiche, filosofiche, religiose (da Einstein a Carmelo Bene). Sempre per Al-Kemi lab ha disegnato e realizzato un cofanetto, chiamato M3 dedicato al lavoro degli artisti contemporanei Masbedo, presenti alla Biennale 2009/2010 di Venezia. I lavori Schegge d'incanto in fondo al dubbio e Glima sono stati sonorizzati dai Marlene Kuntz e Gianni Maroccolo, sonorizzazione contenuta nel cofanetto insieme ad un libro d'artista con immagini tratte dai video sperimentali di Masbedo, testi di Masbedo, Silvia Grandi, Gianni Maroccolo, Cristiano Godano e Riccardo Tesio.
Il cofanetto è stato realizzato in legno massello, plexiglas e serigrafia.
Disegna per la pianista romana Alessandra Celletti il libro e la confezione grafica dell'Ep Sketches On Sacagawea, dedicato all'eroina nativa americana che accompagnò la spedizione di Lewis e Clark, pubblicato da Al Kemi Lab nel maggio 2011.
Nel 2009 incontra nuovamente Claudio Rocchi che aveva conosciuto durante un concerto da studente, nel 1971. Si crea così un rapporto di amicizia che durerà sino alla prematura morte di Rocchi. Insieme a lui disegna la copertina dell'album inedito "Mirage", il disco in vinile documenta anche visualmente (con un DVD) l'omonima performance a Milano allo spazio OUT-OFF nel 1976. Elettronica e filmati, ricerca sonora e puro sperimentalismo audiovisivo.
Nell'ambito di Al-kemi Lab in collaborazione con Nina Maroccolo e Plinio Perilli progetta una collana di poesia visiva stampata in serigrafia che prende il nome di Open Chaos e che pubblica alcune opere a tiratura limitata dei poeti Giovanni Campi, Massimo Mori, Ruggero Manzoni.

### Bubutz Records
È un gioco, la scoperta del Lathe Cut, il taglio dei dischi tramite un tornio, lo affascina a tal punto da decidere di inventarsi una Casa discografica inesistente la Bubutz Records (dedicata a Brunella, la sua compagna di vita) che realizza dischi non a scopo di lucro ma per creare piccoli oggetti d'arte. In qualche anno taglia un centinaio di titoli quasi tutti realizzati in una o due copie a parte qualche rara eccezione che raggiunge i 20 trenta esemplari.
Crea dischi ad una sola facciata montati su supporti che vanno dal legno al cartoncino per passe-partout alla finta pietra tutti con grafiche originali e interventi digitali o con stampa tipografica tradizionale. Le copertine sono spesso stampate su tela o ricamate a mano, usa materiali come plexiglas, carta giapponese, chiodi, legno, disegni realizzati con pin di plastica, pastelli, creando scatole dalle forme pulite che riprendono il concetto della scatola a sorpresa.
Collabora in particolare con alcune etichette indipendenti cinesi ed una australiana: Maybe Mars, Genjing di Pechino e la Tenzenman di Sidney; e con artisti come Current 93 - David Tibet/Anokh Peh, Pantaleimon (Andria Degens), Gianni Maroccolo, Andrea Chimenti, Alessandra Celletti, Alessandra Pasi, Jaan Patterson, Marlene Kuntz, Torturing Nurse, Dear Eloise.
Nel dicembre 2012 rilascia un'intervista sul sito della casa discografica indipendente Genjing Records di Pechino che parla del progetto Bubutz Records.
A settembre 2013, nell'ambito della XIV giornata europea della cultura ebraica, viene esposto nella Sinagoga di Via dell'Aquila a cura della Biblioteca Panizzi di Reggio Emilia il manoscritto del Sefer Yetzirah - Il Libro della Formazione da lui realizzato insieme ad altri artisti.

### Le Leggi della Chimica
Pubblica in forma privata la sua prima raccolta di poesia, intitolata: Il Canto della Falena. Il libro raccoglie testi scritti in tempi diversi, i meno recenti risalgono a una decina di anni fa gli altri sono stati scritti dal 2009 ad oggi, sostanzialmente si tratta di tre raccolte intitolate rispettivamente: Mutus Liber, Il Canto della Falena, Maudits! più un frammento a sé stante scritto nel 2008/2009 intitolato Quadretti dalla Secessione Viennese. Il libro partecipa alla terza edizione del concorso Il mio Esordio Poesia indetto da Feltrinelli, La Repubblica, la Scuola Holden e il Festival di Poesia di Genova classificandosi nella rosa dei dieci finalisti.

Alla raccolta nel marzo 2014 segue la pubblicazione per i tipi della casa editrice Opposto di Roma de "Le Leggi della Chimica" dedicato al suo Maestro, il filosofo Manlio Sgalambro. Il libro contiene una piccola nota di Franco Battiato e la riproduzione di un suo dipinto in copertina.

### TAGEBUCH
Crea insieme al legatore di Parma Alberto Ballotta, TAGEBUCH un laboratorio sperimentale rivolto alla creazione di libri d'artista e di altri manufatti in tiratura limitata. L'idea è quella di fare sperimentazione rivolgendosi però ad un pubblico eterogeneo e vasto, con particolare attenzione per le aziende e la produzione industriale.
Il primo titolo prodotto è la versione in due esemplari di Costa/Contiero un libro d'artista che ripropone la rivisitazione in una inedita chiave grafica del fumetto pubblicato nel 1984 sulla rivista alternativa Frigidaire: "Caccia ai sette errori nelle stesso film visto due volte di seguito" su testo di Corrado Costa e Polaroid Sx70 di Antonio Contiero. La legatura con inserti in marocchino di vari colori, legno, caratteri in piombo, carta Fabriano "Roma", è stata realizzata da Alberto Ballotta. Il secondo è una versione illustrata de Le Leggi della Chimica, la sua prima raccolta di poesie, che contiene alcune elaborazioni di cieli.

### Diavolo la volta del sogno
È un libro d'artista che contiene una raccolta di testi poetici scritti da Lia Rossi e Antonio Contiero con una prefazione del poeta Angelo Scandurra, che ne è anche l'editore. I versi sono strutturati in forme geometriche: quadri per gli scritti di Lia Rossi e nastri per quelli di Contiero, in una sorta di empatia istantanea che ha permesso ai due autori un dialogo poetico volto a produrre e sviluppare temi spesso onirici e misteriosi, come possono esserlo a volte le favole e le fiabe. I testi sono illustrati da elaborazioni fotografiche che hanno per tema Parigi realizzate dai due autori. Dice Contiero "lavorare con Lia Rossi è sempre stata un'esperienza stimolante faciltata dall'approccio di entrambi, cosa che accade raramente, tramutandosi in pura concatenazione dei testi, sino ad una sorta di 'unificazione' che ha sempre richiesto minime varianti."

### Caro Misantropo
Caro misantropo. Saggi e testimonianze per Manlio Sgalambro è un libro a cura di Antonio Carulli e Francesco Iannello, pubblicato nel giugno 2015 da La Scuola di Pitagora Editrice. Antonio Contiero partecipa con alcuni inediti del "Professore" ed un ricordo del proprio Maestro.

### Fellegara: Dove sono nati i CCCP Fedeli alla Linea
Il progetto nasce dopo un incontro con Annarella Giudici nel maggio 2014 parlando di fotografie che Contiero aveva scattato a Fellegara nel 1983/1984, di Francesca Costa che glieli aveva presentati, di Umberto Negri che aveva lavorato sulle musiche della Mostra "Equilibrismi" presso lo studio del comune di Reggio Emilia al Campo Tocci nel settembre del 1984. Poco per volta tornarono alla mente ricordi, materiali che Umberto Negri aveva conservato per trent'anni e che sono stati messi a disposizione insieme alle foto che Giovanni Lindo Ferretti scattò a Fellegara ad Annarella, fu così che contributo su contributo per la prima volta dai tempi di Fellegara si è sviluppato un lavoro corale che al termine dell'opera ha visto sommarsi le foto e i testi dall'archivio di Umberto Negri, le sculture di Eleonora Calestani, gli scritti di Massimo Zamboni, Giovanni Lindo Ferretti (che narra per la prima volta come nacque il testo di Emilia Paranoica), e quelli di Benedetto Valdesalici lo "psichiatra" del gruppo e dei suoi fan, un ricordo e le foto di MariaGrazia Guidetti che quella casa affittò con Giovanni, il racconto di una giornata tipo di Umberto Negri, un testo critico di Corrado Costa sulla mostra di Contiero. Un anno di lavoro per raccogliere e ordinare tutto in due edizioni, una limitata a 50 es. num. edita da Babel Officina del Libro e una di 1000 esemplari edita da NFC di Rimini.
Fellegara è stato il luogo dove i CCCP Fedeli alla Linea hanno creato l'estetica musicale, fisica e iconografica del gruppo; attraverso il piano quinquennale pianificarono ogni dettaglio del progetto ed i tempi nei quali i punti fissati avrebbero dovuto realizzarsi pena lo scioglimento del gruppo.
A differenza di altri, tutti i componenti del gruppo avevano idee molto chiare su quanto stavano facendo ed attuarono ogni mezzo a loro disposizione per colpire l'immaginario di un mondo esterno che allora non prevedeva certo la cultura punk. Il libro è dedicato a Francesca Costa, figlia di Corrado Costa (il poeta del gruppo 63, l'avvocato militante). Contiero ha coordinato l'intero progetto e disegnato e progettato la grafica del volume, rilegato da Ballotta e cucito da Stefano Bertini.
Il volume editoriale e quello della tiratura originale in soli 50 es. numerati furono presentati il 18 dicembre del 2015 alla Biblioteca Panizzi - Sala Planisferio alla presenza di Ferretti, Zamboni, Annarella, Contiero e altri amici del gruppo, Negri partecipò con un intervento video e nel maggio del 2016 in un luogo storico, per i CCCP Fedeli alla Linea, quella Santarcangelo di Romagna dove oltre trent'anni prima avevano suonato dal famoso terrazzino addobbato di striscione. 

### BABEL Officina del Libro
In occasione dell'edizione di Fellegara: dove sono nati i CCCP a Contiero e Ballotta si è aggiunto Stefano Bertini (che con Contiero aveva realizzato il volumetto Poesie di Manlio Sgalambro), di comune accordo si è deciso di mutare il progetto Tagebuch in Babel Officina del libro, dove BA sta per Ballotta, Be per Bertini e L (ironicamente) per Contiero. Il fine del sodalizio è il medesimo, la sperimentazione sull'oggetto libro. Per Fellegara si sono realizzati alcuni esemplari in pezzi unici, il numero 1 è suddiviso in due volumi, uno per le immagini ed uno per i testi con due copertine differenti e un cofanetto per contenerli entrambi, dal n. 2 fino al n. 11 hanno un formato differente dagli esemplari dal n. 12 al n. 50 che per ragioni per un errore dell'editore hanno un formato più piccolo e sono stati rilegati e montati in una legatoria industriale. Tutti gli esemplari hanno la copertina a colori stampata su alluminio anodizzato. Il volume cita volutamente il punk, il costruttivismo sovietico, il futurismo. Per quanto riguarda l'esemplare n. 1 firmato in originale da quasi tutti gli autori, è stato creato un doppio LP lathe cut 12" contenente i brani di una cassetta promozionale realizzata dai CCCP nell'84 prima della pubblicazione del primo disco e del contratto con la Punk Attack record, e i brani realizzati appositamente per la mostra Equilibrismi sempre del 1984. L'idea di Babel è di favorire dei laboratori aperti al pubblico nei quali si insegnino la progettazione, la scrittura, la grafica e l'ideazione del soggetto Libro, inteso come espressione d'artista.

## Negative Dark Book - Angela Botta e Toni Contiero
.A e A e B e C ... partiamo dall’alfabeto. .Un libro alchimistico nato da reciproche insonnie e dalla comprensione istintiva, a volte misteriosa, della scrittura dell’altro. Arte che parla a se stessa e di se stessa, in modo quasi impersonale perché i mondi descritti non appartengono necessariamente a nessuno dei due vissuti. Un gioco del linguaggio volutamente irriverente, esagerato, urlato, teneramente coccolato e amato. Un libro circolare, un eterno ritorno a tutte le variabili impudenti e sublimi della poesia alchemica. Un libro in negativo, “Negative Dark Book”, nel quale l’oscurità è un pretesto per trasformare la nigredo, la bile nera, in una sostanza “altra” come un dono che ci viene offerto e che non possiamo rifiutare. “Niente è ciò che sembra” . Il libro è nato dall'incontro sul web tra la poetessa romana Angela Botta e Toni Contiero, dice Angela: "Credo che la poesia sia qualcosa che comunica oltre le parole, proprio perché usandole le annienta e di conseguenza le crea e le fa rinascere. Nell’introduzione al mio libro “L’Amore è un’Apocalisse degli Sguardi”. Perdonatemi l’auto citazione, ma preferisco farlo con me piuttosto che con persone di cui conosco solo una parte dell’opera, scrivo questo: “Sono arrivata a pensare che qualsiasi forma di contatto tra esseri umani, abbia una componente distruttiva così profonda, proprio perché nessuno osa attraversare la soglia simbolica rappresentata dalla poesia. Amo chi comunica la sua soglia, le unghie sono pronte a scalfirla, ma una carezza invisibile libererebbe la vita vera”. Non è la prima volta che scrivo poesia con qualcuno, lo ritengo un dialogo che rasenta la magia, necessario come respirare. Sono stata fortunata e ringrazio tutte le persone con cui è “capitato” perché  si è sempre creata un’alchimia magnifica. Anche ora con questo libro è accaduto nuovamente e spero che continui ad accadere sempre nella mia vita. Questo libro scritto con Toni Contiero è stato un viaggio all’interno di mondi diametralmente opposti, istintivamente ci siamo avvicinati sia alla parte oscura dell’animo umano, sia al sorriso fino ad affondare nel gioco e nella goliardia, e volutamente non abbiamo affatto ignorato il  tessuto sociale che ci circonda rifugiandosi in un dialogo la cui magia a volte è difesa dal mondo. Spero che questo libro possa coinvolgervi in tutte le sue forme visive e di contenuti. La grafica è componente essenziale del gioco che vi si svolge, quel gioco sacro e magico che dovrebbe avvenire ogni istante tra persone. Quel gioco che forse impedirebbe tanto orrore nel mondo e che ci restituirebbe alla vita vera ha un nome, ma ha dentro tutti i nomi del mondo, si chiama empatia." Il volume è stato stampato nel 2016 anche come libro d'artista con una legatura in pelle e cartone realizzata appositamente da Alberto Ballotta, le pagine interne sono nere ed il testo è bianco, la copertina è sovrastampata con una tecnica molto particolare simile alla serigrafia che rende ogni libro un pezzo unico, la grafica e le illustrazioni sono di Toni Contiero. Un esemplare è stato rilegato dall'officina Alberto Tallone Editore di Alpignano, a cura di Enrico, Eleonora ed Elisa Tallone.

## BIF e altre storie - Corrado Costa, Toni Contiero, Frigidaire
"Nel 1984 io Corrado Costa dopo aver pubblicato il primo fumetto sulla rivista Frigidaire: Caccia ai sette errori in un film visto due volte di seguito, ci incontrammo come usavamo fare in una delle sue case, questa in particolare era un appartamento completamente vuoto, privo di mobilio e arredi, sul pavimento del quale erano sparsi rotoli di carta, colori, matite, fogli e quaderni, sui quali Corrado acquerellava e disegnava fumetti e articolava poesie, sovrapponendo carte ricavate soprattutto da manifesti strappati dalle affissioni pubbliche, un Rotella al contrario perché lui non utilizzava le parti colorate e illustrate ma il retro, i tagli, gli strappi, i segni delle stratificazioni sulla pasta sporca di colla. Quella sera scrivemmo una sorta di decalogo nel quale descrivevamo le Polaroid SX70 che avremmo utilizzato come illustrazioni. Ogni elemento era indicato, segnato, costruito, scrivevamo le immagini perché noi eravamo così, lavoravamo come nello still life, come Ghirri creando le sue Polaroid: davanti alla macchina fotografica." così Contiero ricorda la nascita di BIF, termine che a Reggio Emilia e provincia indica il ghiacciolo, fumetto che per varie ragioni non fu mai concretizzato se non trent'anni dopo, quando recuperato l'originale del foglio contenente le istruzioni, Contiero e la Compagnia Pietribiasi Tedeschi decisero di farlo diventare realtà. Il lavoro divenne una mostra del tutto particolare, una volta innescato un lavoro prende forma al di là delle stesse intenzioni degli autori, così Amedea Donelli, l'ultima compagna di Corrado Costa decise di donare a Contiero delle carte originali lasciatele in eredità, in questo modo il contributo di Costa è divenuto il supporto fisico sul quale le immagini hanno trovato la loro naturale collocazione. Non solo, Pierluigi Tedeschi e Cinzia Pietribiasi hanno permesso al progetto di divenire un libro, un libro nel quale è rifluito un contributo come inserto speciale della Rivista Frigidaire con un testo di Vincenzo Sparagna, HP Reveal e Augemented BIF a cura di Cinzia Pietribiasi, e una introduzione scritta da Tedeschi che ha curato l'opera. Realizzazione editoriale Emanuele Ferrari, Progetto grafico e impaginazione Luca Guerri.

## Alberto Tallone, Toni Contiero, Antonio Bizzini (Punto JPG) Parole per un Anno (2018/2021)
L'incontro nel 2015 con Antonio Bizzini titolare di Punto JPG a Formigine, ha aperto nuovi orizzonti nel lavoro di ricerca di Toni Contiero, che negli ultimi due anni si è dedicato al recupero di singoli fotogrammi tratti da film sperimentali di varie epoche e autori: F/F Found Footage; sui quali sono state eseguite delle elaborazioni di vario tipo, sul colore, sulla grafica, con l'inserimento e sovrapposizione di elementi digitali e analogici. Questo "Quaderno" che ha per titolo: Parole per un Anno; è il punto d'incontro e di trasformazione di due mondi apparentemente opposti, la tipografia classica ormai quasi completamente scomparsa e relegata nei Musei e le più sofisticate e avveniristiche tecniche di stampa che il digitale offre agli artisti e al mondo industriale.
Il vettore naturale e irrinunciabile è la carta, che in questo quaderno è declinata da fogli color carta da zucchero realizzati a mano alla fine del '700, fogli di antica carta giapponese, vecchissimi fogli da legatore goffrati, stampati con macchinari avveniristici che hanno impresso immagini su superfici irregolari, strappate, dai diversi formati; sui quali, in modo sapiente e altrettanto sperimentale, sono stati stesi gli inchiostri della copertina, realizzata insieme alla legatura per questo pezzo unico: da Enrico, Elisa e Eleonora Tallone. Utilizzando la stampa "tradizionale", essi dimostrano, se fosse necessario, che il mezzo tecnico spesso scartato perché ormai obsoleto, in realtà offre possibilità di espressione infinite e di altissima qualità creativa. Di questo si stanno accorgendo soprattutto gli artisti più giovani ed a loro è dedicato questo "Quaderno" che dimostra come non vi sia in realtà alcuna separazione tra ciò che è definito passato e il futuro, e come la Conoscenza, se ben utilizzata, agisca da moltiplicatore infinito che crea e ricrea, nel nostro caso, il Soggetto Libro. Dice Contiero "I Tallone, editori, stampatori, legatori dei propri lavori, conservano e trasmettono al mondo la singolare Energia che ciò che sembrano inerti forme di piombo e di legno sagomate in lettere, dispensano soltanto a coloro che sanno percepirla ancor prima che sia trasferita per arricchire la carta del Libro del Mondo."
Opere
- Equilibrismi, Assessorato Gioventù e Sport, Reggio nell'Emilia 6/28 ottobre 1984, catalogo della Mostra Fotografica "Equilibrismi", Centro Giovani Rosta Nuova; testo critico di Corrado Costa, Pier Paolo Preti, contributi di Silvio Cadelo, Filippo Scozzari, Soundtrack Originale CCCP Fedeli alla linea
- A Ciascuno Il Suo, Assessorato ai Giovani, Assessorato alle Istituzioni Culturali, Civici Musei, Reggio nell'Emilia 1989, catalogo della Mostra Fotografica "A Ciascuno il Suo", "Sala Giardino" Civici Musei di Reggio; testo critico di Luigi Ghirri
- L'Estremità del Nulla", Edizione privata in sette esemplari numerati, miscellanea di testi Cabalistici, dal Rebbe all'Arizal, stampata con caratteri mobili su carte a mano appositamente allestite dal Mastro cartaio Stefano Pederini Reggio nell'Emilia 1993
- Fuggiasco, Libreria Del Teatro, Reggio nell'Emilia 1995, con Wainer Vaccari
- Credere nelle Uova, Edizione privata, Reggio Emilia 1995, Operetta Morale illustrata e dedicata ai dipinti di Wainer Vaccari
- Parabole, Libreria Del Teatro, Reggio Emilia 1995, con Massimo Pedrazzi
- Agape - Parabola di Pietra - Contiero/Pedrazzi Libro d'artista in un es. unico, manoscritto con inchiostro indelebile su carta a mano dipinta e illustrata dai disegni originali di Massimo Pedrazzi, 1997
- Pan Padano, Edizione Privata, Reggio Emilia 2001, Racconti
- Manlio Sgalambro & Davide Benati, Segrete (La pietra infinita, 2001) Edizione a tiratura limitata di 32 esemplari numerati, contiene 2 acquerelli originali firmati di Davide Benati, Premessa Betzalel Contiero
- Il Sottosuolo e Altri Racconti. Premio Loria 2002, Diabasis, Reggio nell'Emilia 2002, Autori Vari; ISBN 978-88-8103-372-0, Pan Padano, testo critico di Giuseppe Pederiali
- Dolore e Poesia, La Pietra Infinita, Parma 2003, con Manlio Sgalambro; L'Ultima notte del Collodi ed. a tir. limitata in 32 es. num. su carta mano appositamente allestita dall'autore presso Pederini.
- Galleria Buenos Aires, Aliberti Editore, Reggio Emilia 2006, ISBN 88-7424-151-8, con una nota di Manlio Sgalambro, in copertina un dipinto di Wainer Vaccari
- Le Martyre Des Fleurs, La Pietra Infinita, Parma 2007, Testo Critico a cura di Paolo Lagazzi ed. a tir. lim. a 32 es. num. su carte a mano appositamente realizzate presso Pederini, legatura di Alberto Ballotta
- Le Martyre Des Fleurs, La Pietra Infinita, Parma 2007, Testo Critico a cura di Paolo Lagazzi, Cofanetto con 8 dischi in lathe cut, David Sylvian, Andrea Chimenti, ed. a tir. lim. a 3 es. progetto e legatura Alberto Ballotta, su carte giapponesi, marocchino, legno
- Camera Rol, La Pietra Infinita, Parma 2008, tiratura limitata a 10 es. su carta giapponese, legatura di Alberto Ballotta
- Rewind: è evidente che dato un t sufficientemente grande E arriva a zero o negativo e smette di muoversi, La Pietra Infinita, Parma 2010, Catalogo dell'omonima mostra fotografica; Testo Critico a cura di Carlo Arturo Quintavalle
- W.C., Transeuropa Edizioni, Massa 2011, Georges Bataille con Antonio Contiero, Collana Inaudita Big, ISBN 978-88-7580-150-2, Testo Critico a cura di Plinio Perilli, con una nota di Manlio Sgalambro, allegato cd W.C. - Alessandra Celletti/Jaan Patterson
- Fachiro, Edizione Privata, Reggio Emilia 2012, Racconti
- Revolution 9, libro d'artista in 2 esemplari, La Pietra Infinita, Parma, 2013, realizzato presso Anonima Impressori Bologna; legatura di Alberto Ballotta, pelle stampata, carta Fabriano
- Il Canto della Falena, Poesie, edizione privata, agosto 2013,
- Le Leggi della Chimica, Edizioni Opposto Net Roma, 2014, Poesie, ISBN 978-88-97565-18-5, con una nota di Franco Battiato, in copertina "Teiera" dipinto di Franco Battiato
- Costa/Contiero - "Caccia ai sette errori nello stesso film visto due volte di seguito" - Corrado Costa e Antonio Contiero - Libro d'artista (tir. 3 es. num. e firmati) - Tagebuch legatura in legno, pelle, caratteri in piombo, cucita da Alberto Ballotta - Parma - 2014
- Le Leggi della Chimica - Antonio Contiero - con una nota di Franco Battiato, in copertina "Teiera" dipinto di Franco Battiato all'interno fotografie di Antonio Contiero, legatura di Alberto Ballotta - Libro d'artista (tir. 3 es. num. e firmati) - Tagebuch - Parma 2014
- Diavolo, la volta del sogno, Lia Rossi e Antonio Contiero, Incontri Edizioni, Catania, 2015, Poesie - introduzione Angelo Scandurra, all'interno fotografie di Antonio Contiero e Lia Rossi (tiratura limitata a 50 es. numerati)
- Caro Misantropo, a cura di Antonio Carulli e Francesco Iannello, Autori Vari, La Scuola di Pitagora, Napoli, 2015, ISBN 978-88-6542-407-0, in copertina un dipinto di Franco Battiato, grafica Antonio Contiero
- Fellegara. Dove sono nati i CCCP Fedeli alla Linea. Una storia per testi e immagini raccontata da Giovanni Lindo Ferretti, Massimo Zamboni, Annarella Giudici, Zeo Giudici, Umberto Negri, Benedetto Valdesalici e tanti altri. A cura di Antonio Contiero. NFC Edizioni, Rimini, 2015 ISBN 978-88-6726-078-2
- Fellegara. Dove sono nati i CCCP Fedeli alla Linea. Una storia per testi e immagini raccontata da Giovanni Lindo Ferretti, Massimo Zamboni, Annarella Giudici, Zeo Giudici, Umberto Negri, Benedetto Valdesalici e tanti altri. A cura di Antonio Contiero. Edizione limitata a 50 esemplari numerati, copertine in metallo stampato, fogli con interventi di cucitura, legatura con bulloni, Officina del Libro Babel - Ballotta Bertini Contiero - 2015
- Ghirri Fellegara, Ricognizione - Barbaro/Contiero - Libro d'artista dedicato a Luigi Ghirri, ricognizione sulla casa natale, realizzato in 13 esemplari in 2 versioni:
- Polaroid 4x5 Land Film Packets sovrastampati, Polaroid positive e negative sovrastampate, testi di Ilaria Ghirri, Paolo Barbaro e Toni Contiero, fotografie Barbaro/Contiero, 3 es. numerati e firmati dagli autori - 2016
- Polaroid 4x5 Land Film Packets riprodotto e cucito da Stefano Bertini, manifesto die cut, testi di Ilaria Ghirri, Paolo Barbaro e Toni Contiero, fotografie Barbaro/Contiero, 10 es. numerati, - Progetto Officina del Libro Babel - Ballotta Bertini Contiero - 2016
- Tattoo You a Poetry vs M.A.C. Modern Art's Cake - Venusta Paces (pseudonimo di T.C.) Poesia Visiva, Libro d'artista stampato su carta Fedrigoni Acquerello, legatura in pelle sovrastampata di Alberto Ballotta, interventi di cucitura Stefano Bertini, progetto grafico e testi Toni Contiero, ed. a tir. lim. a 10 esemplari, Babel Officina del Libro - Ballotta Bertini Contiero - 2016 - Due esemplari con intervento tipografico originale e legatura di Alberto Tallone Editore di Alpignano, a cura di Enrico, Eleonora ed Elisa Tallone. (Uno degli esemplari stampati su carta Acquerello Fedrigoni nella collezione privata di Fabio Castelli).
- Negative (Dark Book) - Angela Botta, Toni Contiero, - Poesia Visiva, libro d'artista, legatura in pelle sovrastampata di Alberto Ballotta, interventi di cucitura di Stefano Bertini, testi di Angela Botta e Antonio Contiero, progetto grafico Babel Design, Officina del Libro Babel - Ballotta Bertini Contiero - 2016 - Un esemplare con intervento tipografico originale e legatura di Alberto Tallone Editore di Alpignano, a cura di Enrico, Eleonora ed Elisa Tallone.
- Terra di Nessuno - Tierra de Nadje - Riccardo Varini, Toni Contiero, libro d'artista, ed. a tir. lim. legatura di Alberto Ballotta in tela preparata da Daniela Ambrosetti, pastelli, colori a olio, pergamena antica, carta Roma Fabriano, fotografie originali di Riccardo Varini, stampate su carta velvet puro cotone, Poesie di Antonio Contiero, progetto grafico Babel Design, Officina del Libro Babel - Ballotta Bertini Contiero 2017 - (uno dei due esemplari realizzati nella collezione privata di Fabio Castelli)
- BIF e altre storie - Corrado Costa, Toni Contiero, Frigidaire - a cura di Pierluigi Tedeschi, due fumetti (uno inedito) e un inserto speciale della Rivista Frigidaire con un testo di Vincenzo Sparagna, HP Reveal e Augemented BIF a cura di Cinzia Pietribiasi, Realizzazione editoriale Emanuele Ferrari, Progetto grafico e impaginazione Luca Guerri, ISBN 9788899044275 collana I Quaderni [n. 9], Edizioni ABao AQu - Bosco a Mesola (FE) - aprile 2018
- Parole per un Anno - esemplare unico, Libro d'Artista realizzato da Toni Contiero; Antonio Bizzini; Enrico, Eleonora, Elisa Tallone; immagini da FF/Found Footage, tipografia e legatura originale Alberto Tallone Editore, stampa digitale Punto JPG - agosto 2021
- Le Leggi della Chimica - Edizioni Opposto Net Roma, 2024, Poesie, ISBN 1281793019 con una nota di Franco Battiato, in copertina "Teiera" dipinto di Franco Battiato, seconda edizione
- La Felicità non è compresa nel prezzo (del libro) Edizioni Opposto Net Roma, 2024, Poesie, - ISBN 9791281793088 introduzione Angela Botta, con Dolore e Poesia di Manlio Sgalambro, in copertina "Donna che prega " di Franco Battiato, prima edizione

- Mostre

Mostre Personali:
- - Reggio Emilia – MittelClub “Polaroid Polaroid … Polaroid”, Maggio 1984, commento critico Corrado Costa
- - Reggio Emilia – Centro Giovani “Rosebud” – Equilibrismi”, Ottobre 1984, commento critico Corrado Costa, Pier Paolo Preti - Contributi di Filippo Scozzari, Silvio Cadelo
- - Barcellona – "Equilibrismi" - “Tendencias” Prologo della 1ª Biennale giovanile – Centro Giovani “Transformador”, Novembre 1984
- - Reggio Emilia – Ente Provinciale del Turismo – “Vasca”, Aprile 1985
- - Rimini - Palazzo Gambalunga Musei Civici "Immagini tra invenzione e produzione ", Agosto 1985, commento critico Roberta Valtorta
- - Modena – Galleria del Libro – Zanfi Editore – “Polars”, Ottobre 1985
- - Vignola – Photoattiva: “Omaggio a Wenders”, Novembre 1986
- - Reggio Emilia – Centro Giovani “Rosebud”, “Lumiere & Co.”, Febbraio 1989, Commento critico Paolo Vecchi
- - Reggio Emilia – Civici Musei Sala Giardino – "A ciascuno il suo", Settembre-Ottobre 1989, commento critico Luigi Ghirri
- - Reggio Emilia - Galleria "Torno Subito" - "Camera Rol", Febbraio- Marzo 2008
- - Reggio Emilia - Galleria "Torno Subito" - "Lovely Ana", Dicembre 2008 - Gennaio 2009
- - Reggio Emilia - "Caffè Arti e Mestieri" - "Americana", 20 febbraio - Aprile 2009
- - Galleria "Torno Subito", Fotografia Europea 2009 - circuito Off, "163641" Maggio 2009, commento critico Silvia Grandi
- - Bologna - Bottega con Cucina, "163641", Dicembre 2009 - Gennaio 2010, commento critico Silvia Grandi[30]
- - Reggio Emilia - Studio BMFR - Fotografia Europea 2010 - circuito Off, "Rewind: è evidente che dato un t sufficientemente grande E arriva a zero o negativo e smette di muoversi", commento critico Carlo Arturo Quintavalle[31]
- - Reggio Emilia - Ateliers ViadueGobbiTre - Fotografia Europea 2016 - Infinito Ricucito a Luigi e Ilaria Ghirri - Babel sorcerer art (Ballotta, Bertini, Contiero)
- - Reggio Emilia - Ateliers ViadueGobbiTre - Fotografia Europea 2017 - Ombre e Bucce di Fantasmi - Cadelo/Contiero
- - Reggio Emilia - Via Roma 50 - Via Roma Non Esiste - Fotografia Europea 2018 - Circuito Off - Costa/Contiero/Frigidaire BIF e Altre Storie ..., in collaborazione con Frigidaire, Compagnia Teatrale Pietribiasi/Tedeschi

Mostre Collettive:
- - Roma – Opera Universitaria Centro Civis – “Più L'Artificiale Possibile” - Dicembre 1983
- - Firenze – Spedale degli Innocenti “L'Etrusco Immaginario” Cel. Anno Etrusco Polaroid Italia S.p.A. – Maggio 1985
- - Bologna – Palazzo Re Enzo “Contemporanea”, “Il Valzer degli Addii” – Luglio 1986[32]
- - Friburgo – V Triennale Internazionale della Fotografia – Museo d'Arte e Storia, giugno-ottobre 1988
- - TORINO FOTOGRAFIA '89 III Biennale Internazionale di Fotografia 19 ottobre - 19 novembre Promotrice delle belle arti. L'edizione, curata da Daniela Palazzoli -[33]
- - Brescia - Museo Ken Damy di Fotografia Contemporanea - Grandi mostre "Fotocopie Italiane" a cura di Carlo Branzaglia, febbraio – marzo 1995[34]
- - Colle di Miravalle, Rovereto (TN) - "Human Rights" Mostra Internazionale d'Arte Moderna - Settembre - Ottobre 2010
- - Caserta - Museo Magma - "Dark Side of The Soul" - "Per farla finita con il giudizio di Dio" 4 Polaroid per Antonin Artaud - Marzo 2012
- - Reggio Emilia - Spazio Gerra - Fotografia Europea 2014 - Annarella Benemerita Soubrette CCCP Fedeli alla Linea – Senz'altro l'abito… - a cura di Annarella Giudici e Rossana Tagliati - Fotografie di: Federico Brandani, Vittorio Catti, Toni Contiero, Diego Cuoghi, Giovanni Lindo Ferretti, Luigi Ghirri, Gianni Ingrosso, Roberto Rocchi, Roberto Serra, Rossana Tagliati, Benedetto Valdesalici-Claudio Oleari
- - Reggio Emilia - Associazione Culturale Artyou - Fotografia Europea 2015 Effetto Terra - Memoria dell'Acqua - a cura di Toni Contiero e Riccardo Varini - Progetto e testo critico Toni Contiero
- - Parma - Biblioteca Palatina, Galleria Petitot - aprile 2016 - Legatoria d'arte antichi e moderni artigiani - Babel officina del libro (Ballotta, Bertini, Contiero)
- - Reggio Emilia - Associazione Culturale Artyou - dicembre-gennaio 2017-18 - Mirabilia Lab - Riccardo Varini, Alessandra Calò, Maurizio Strippoli, Daniela Ambrosetti, Sara Villa, Toni Contiero
- - Reggio Emilia - Chiostri di S. Domenico 7 dic. 2018 - Cross vol. 1 - Parole Suoni Visioni
- - Roma - Museo d'Arte Contemporanea - Stefano Tamburini - Accelerazione 21 marzo 2024 - 25 agosto 2024 In-Design (cover della rivista di subletteratura VOMITO)